# Liste von Persönlichkeiten der Stadt Västerås
Dies ist eine Liste von Persönlichkeiten der Stadt Västerås. Die Liste erhebt keinen Anspruch auf Vollständigkeit.

## Söhne und Töchter der Stadt
Folgende Persönlichkeiten sind in der Stadt geboren. Die Auflistung erfolgt chronologisch nach Geburtsjahr. Ob sie ihren späteren Wirkungskreis in Västerås hatten oder nicht, ist dabei unerheblich.

### 17. bis 19. Jahrhundert

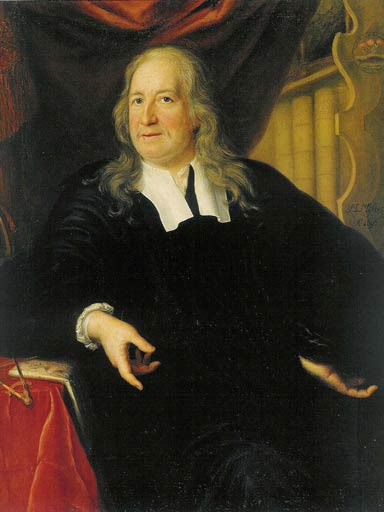
Olof Rudbeck der Ältere (1696)

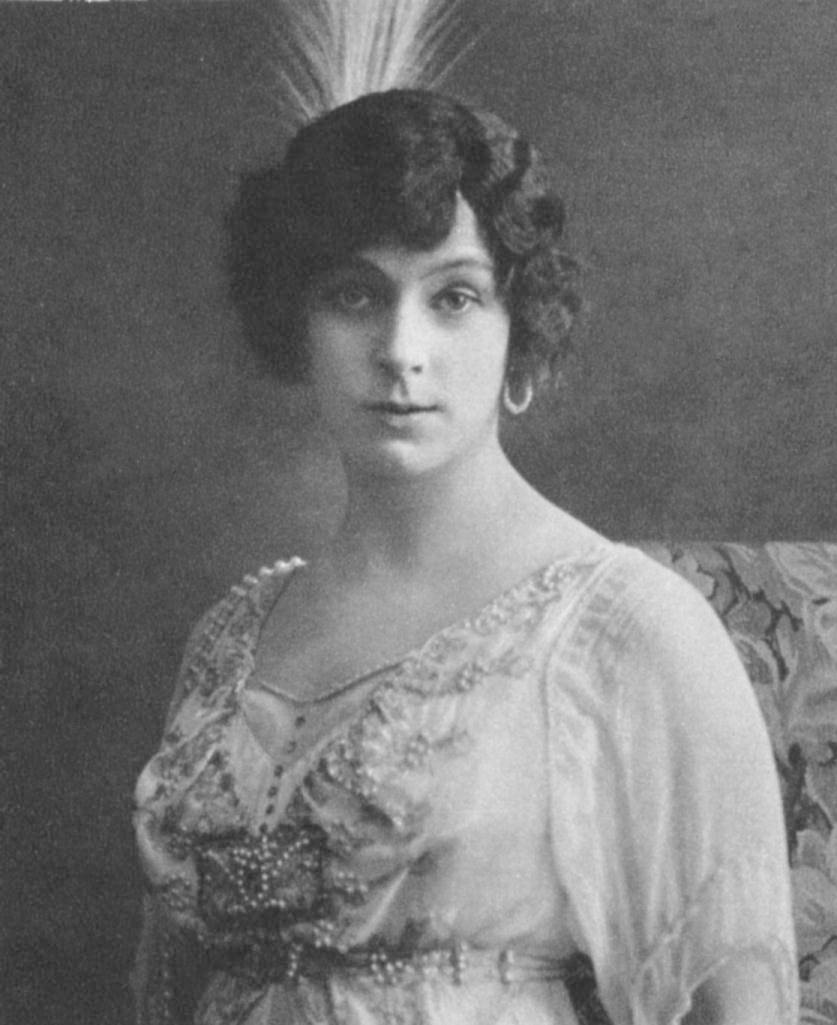
Ester Textorius (um 1910)

- Olof Rudbeck der Ältere (1630–1702), Polyhistor
- Johan Browall (1707–1755), Arzt, Botaniker, Politiker und Bischof
- Sofia Ahlbom (1803–1868), Zeichnerin, Kupferstecherin, Lithografin, Fotografin, Kartografin und Autorin
- Jon Arvid Afzelius (1856–1918), Lehrbuchverfasser
- Ester Textorius (1883–1972), Schauspielerin
- Carl Hårleman (1886–1948), Turner und Stabhochspringer
- Edvard Möller (1888–1920), Leichtathlet
- Gunnar Sköld (1894–1971), Radrennfahrer
- Bengt Morberg (1897–1968), Turner

### 20. Jahrhundert
- Set Svanholm (1904–1964), Tenor

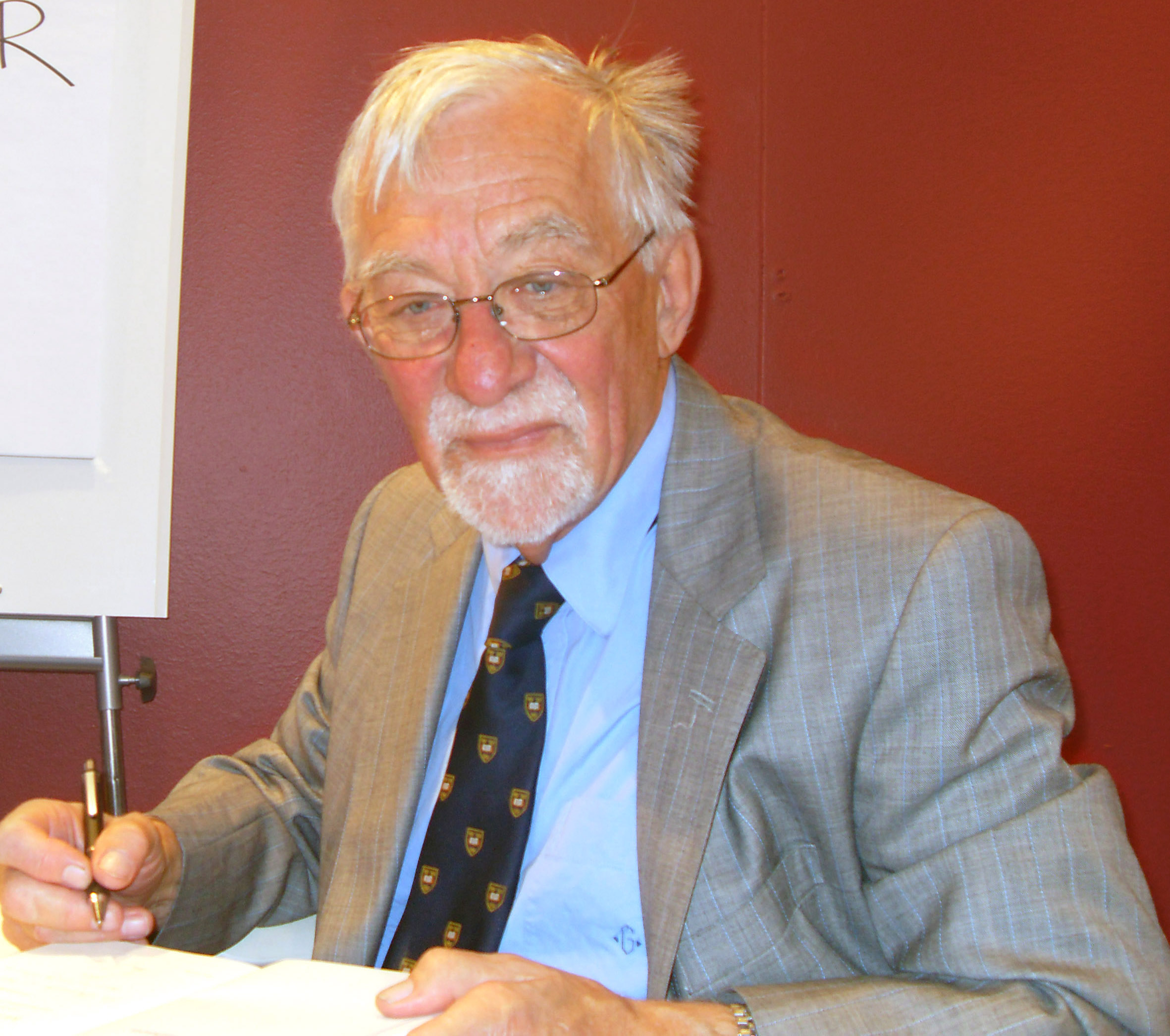
Lars Gustafsson (2008)

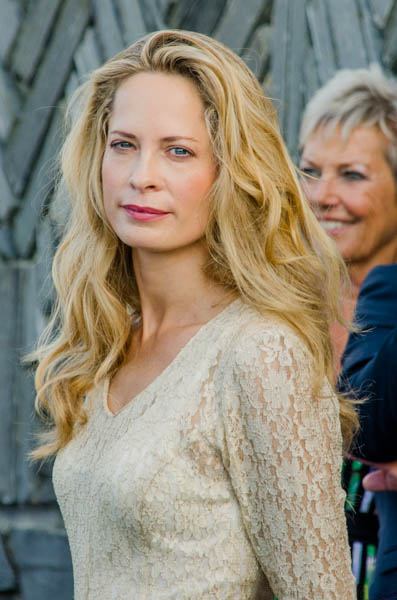
Maria Bonnevie (2014)

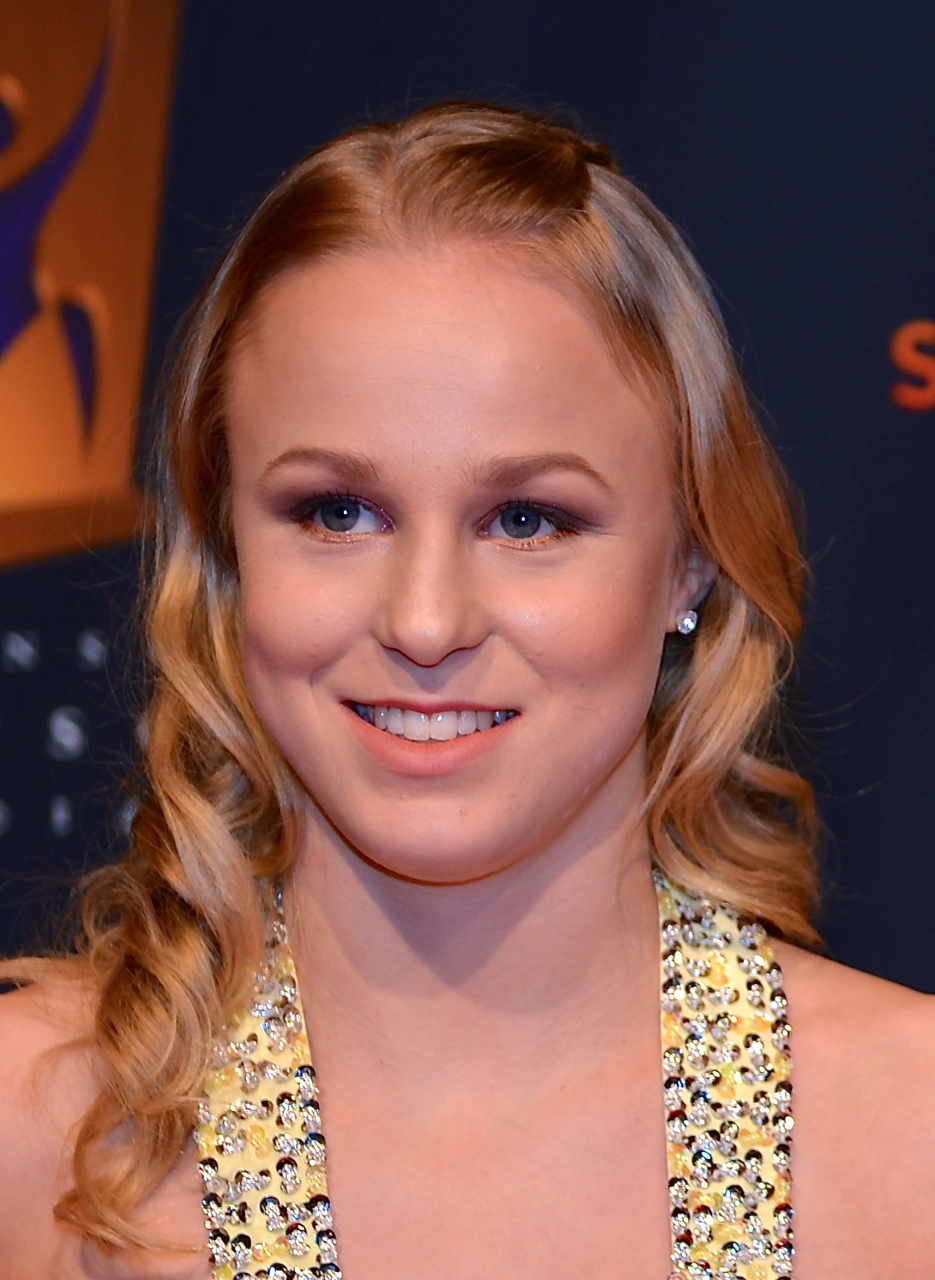
Jonna Adlerteg (2014)

- Maria Lang (1914–1991), Schriftstellerin
- Carl-Henrik Norin (1920–1967), Jazz- und Unterhaltungsmusiker
- Lars-Magnus Lindgren (1922–2004), Regisseur und Drehbuchautor
- Lars Pettersson (1925–1971), Eishockeyspieler
- Olof Thunberg (1925–2020), Schauspieler, Synchronsprecher und Regisseur
- Mai Zetterling (1925–1994), Filmschauspielerin
- Lars Gustafsson (1936–2016), Schriftsteller und Philosoph
- Uno Öhrlund (* 1937), Eishockeyspieler
- Lars Olof Larsson (* 1938), Kunsthistoriker
- Bobo Stenson (* 1944), Jazzpianist
- Pugh Rogefeldt (1947–2023), Musiker, Sänger und Songwriter
- Esbjörn Hagberg (* 1950), lutherischer Bischof im Bistum Karlstad
- Ulf Andersson (* 1951), Schachspieler
- Eva Lindström (* 1952), Illustratorin und Kinderbuchautorin
- Ann Petrén (* 1954), Schauspielerin
- Torbjörn Nilsson (* 1954), Fußballspieler
- Ola Rydstrand (* 1955), Fußballspieler
- Clarry Bartha (* 1956), schwedisch-ungarische Opernsängerin (Sopran)
- Mats Nilsson (* 1956), Generalleutnant
- Matz Hammarström (* 1959), Politiker (Miljöpartiet de Gröna), Mitglied des Riksdag
- Thomas Lejdström (* 1962), Schwimmer
- Stefan Pettersson (* 1963), Fußballspieler
- Lars Ivarsson (* 1963), Eishockeyspieler und -trainer
- Esbjörn Svensson (1964–2008), Jazz-Pianist und Komponist
- Lotta Edholm (* 1965), Politikerin
- Agneta Eriksson (* 1965), Schwimmerin
- Ann Hallenberg (* 1967), Mezzosopranistin, Opernsängerin
- Leif Rohlin (* 1968), Eishockeyspieler
- Åsa Linderborg (* 1968), Schriftstellerin, Journalistin und Historikerin
- Robert Venäläinen (* 1969), Handballspieler
- Pontus Kåmark (* 1969), Fußballspieler
- Daniel Rydmark (* 1970), Eishockeyspieler
- Nicklas Lidström (* 1970), Eishockeyspieler
- Pandora (* 1970), Sängerin
- Peter Markstedt (* 1972), Fußballspieler und -trainer
- Greger Artursson (* 1972), Eishockeyspieler
- Maria Bonnevie (* 1973), norwegisch-schwedische Schauspielerin
- Patrik Isaksson (* 1973), Schwimmer
- Magnus Lindgren (* 1974), Jazz-Saxophonist, Flötist, Komponist und Arrangeur
- Christofer Fjellner (* 1976), Politiker, MdEP
- Markus Oscarsson (* 1977), Kanute
- Marie Picasso (* 1979), Sängerin und Fernsehmoderatorin
- Janne Niskala (* 1981), finnischer Eishockeyspieler
- Jan Lennartsson (* 1981), Handballspieler
- Josef Özer (* 1983), Sänger
- Richard Kappelin (* 1983), Handballspieler
- Johan Andersson (* 1984), Rollstuhltennisspieler
- Viktor Kjäll (* 1985), Curler
- Frida Hansdotter (* 1985), Skirennläuferin
- Niklas Backman (* 1988), Fußballspieler
- Patrik Berglund (* 1988), Eishockeyspieler
- Mikael Backlund (* 1989), Eishockeyspieler
- Martina Thörn (* 1991), Handballspielerin
- Melanie Wehbe (* 1991), Sängerin
- Emma Wiesner (* 1992), Ingenieurin und Politikerin
- Filip Tronêt (* 1993), Fußballspieler
- Victor Lindelöf (* 1994), Fußballspieler
- Jonna Adlerteg (* 1995), Turnerin
- Gustav Lindh (* 1995), Schauspieler
- Felicia Lindqvist (* 1995), Biathletin
- Erik Persson (* 1998), Handballspieler

### 21. Jahrhundert
- Jesper Wallstedt (* 2002), Eishockeytorwart

## Persönlichkeiten, die vor Ort gewirkt haben
- Tomas Tranströmer (1931–2015), Lyriker und späterer Nobelpreisträger; lebte viele Jahre in Västerås. Ihm zu Ehren vergibt die Stadt seit 1997 zweijährlich den Tomas Tranströmerpriset.